# 條紋特鯰
條紋特鯰，為輻鰭魚綱鯰形目項鰭鯰科的其中一種，為熱帶淡水魚類，分布於南美洲亞馬遜河及奧里諾科河上游流域，體長可達11.7公分，棲息在底層水域，生活習性不明。

## 扩展阅读
維基物種上的相關：尼氏特鯰